# Cornelius Schrevelius
Cornelius Schrevelius (* 25. Mai 1608 in Haarlem; † 11. September 1661 in Leiden; auch Cornelis Schrevel oder Screvel) war ein niederländischer Altphilologe.

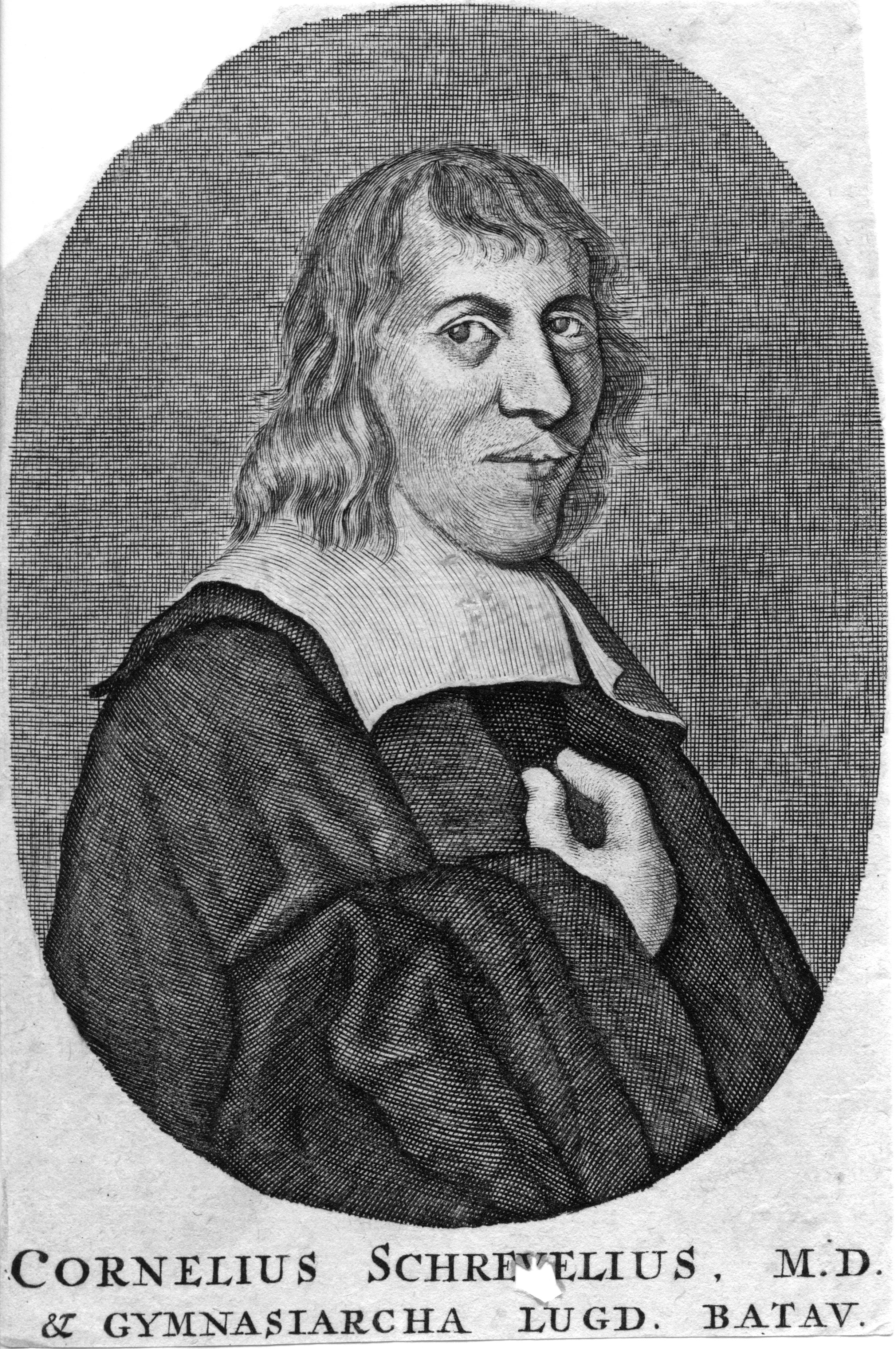
Cornelius Schrevelius um 1650. Inschrift: Cornelius Schrevelius, M.D. & Gymnarsiarcha Lugd[unum] Batav[orum] = Cornelis Schrevel, Dr. med., Schulleiter in Leiden in Batavien

## Leben
Cornelis wurde zunächst von seinem Vater Theodorus Schrevelius unterrichtet, studierte nach der Übersiedlung der Familie in Leiden Medizin, promovierte dort auch und war seit 1642 als Nachfolger seines Vaters Rektor der Leidener Lateinschule und blieb in diesem Amte bis zu seinem Tode. Mehrfach erging an ihn der Ruf, Professor der Medizin an der Universität der Stadt zu werden, doch er fühlte sich mehr zur Philologie hingezogen.
Er übersetzte eine große Zahl der lateinischen und griechischen Schriftsteller und gab 1654 ein Griechisch-Lateinisches Lexikon heraus, das „Lexicon manuale Graeco-Latinum et Latino-Graecum“, das zum Standardwerk wurde und bis ins 19. Jahrhundert hinein zahlreiche Neuauflagen erlebte. 1826 erschien in Boston, USA, „The Greek lexicon of Schrevelius“ das erste griechische Wörterbuch für den Gebrauch an amerikanischen Schulen.
Durch seine Heirat 1636 mit der Patriziertochter Theodora van Groenendyck gelangte er in das Honoratiorentum der Stadt Leiden und führte hinfort im Wappen: Drei Wolfshaken in goldenem Felde.

## Schriften (Auswahl)
- Lexicon manuale Graeco-Latinum et Latino-Graecum, Ad calcem adjecta sunt Sententiae Graeco-Latinae, quibus omnia primitiva Graeca comprehenduntur, item Tractatus duo: alter de Resolutione Verborum: alter de Articulis, uterque perutilis, 1. Auflage, Franciscus Hackius, Leiden 1654
- Hesiodi Ascraei. Qvae Extant, Cum Notis, ex probatissimis... Accedit insuper Pasoris Index.. (Enthält die Werke: Werke und Tage, Schild des Herkules, Theogonie), Neuauflage: Augusti Martini, Lipsiae (=Leipzig) 1730.
- Epigrammata cum notis Farnabii et variorum. Franciscus Hackius, Leiden 1661